# 938 до н. е.

## Події
- Єгипетський чиновник Вайхесет звів «Велику стелу із Дахли».

### Астрономічні явища
- 3 травня. Часткове сонячне затемнення.[1]
- 1 червня. Часткове сонячне затемнення.[1]
- 26 жовтня. Часткове сонячне затемнення.[1]